# Neoparentia bisetosa
Neoparentia bisetosa är en tvåvingeart som beskrevs av Robinson 1967. Neoparentia bisetosa ingår i släktet Neoparentia och familjen styltflugor. Inga underarter finns listade i Catalogue of Life.